# Lykketoppen
Lykketoppen eller Lykke Peak är en bergstopp på Bouvetön (Norge). Den ligger på den västra delen av ön mellan Mosbytoppane och Randtoppen. Toppen på Lykke är 765 meter över havet.